# Stéphane Mallarmé

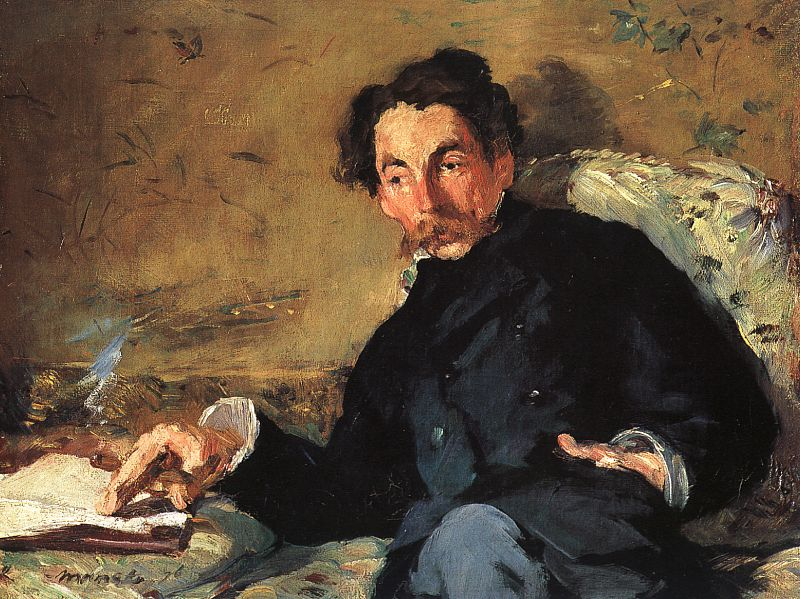
Stéphane Mallarmé, portret de Édouard Manet

Stéphane Mallarmé (n. 18 martie 1842 - d. 9 septembrie 1898), de fapt cu numele real Étienne Mallarmé, a fost un poet și critic francez, o figură de seamă a curentului simbolist european.
A cultivat o poezie cerebrală, voit obscură, bogată în sensuri filozofice, de o rară muzicalitate și forță sugestivă. Creația sa („Herodiada”, „După-amiaza unui faun”, „Poezii”) constituie o expresie viguroasă și originală a poeziei moderne. Mai târziu, prin opera sa a influențat decisiv școli artistice reprezentative ale secolului al XX-lea, cum ar fi: cubismul, futurismul, dadaismul, suprarealismul.

## Stilul de lucru
Primele scrieri ale lui Mallarmé sunt inspirate din stilul lui Charles Baudelaire, mai târziu creându-și propriul stil. El anticipează fuziunile dintre poezie și celelalte arte care au început să înflorească secolul următor. Cea mai mare parte dintre lucrările sale a explorat relația dintre conținut și forma, între text și aranjamente de cuvinte și spatiile de pe pagină. Acest lucru este evidențiat mai ales în ultimul sau poem reprezentativ („Un coup de des jamais n`abolira le hasard” - „O aruncătură de zaruri nu va elimina șansa”) din anul 1897.
Unii consideră ca Mallarmé este unul dintre cei mai dificili poeți de tradus în alte limbi. Dificultatea se datorează complexității textului, natura multistratificată, dar rolul cel mai important îl are muzicalitatea cuvintelor. Când poeziile sunt recitate în limba franceză, poezia admite sensuri care nu sunt evidente la lecturare. De exemplu în „Sonetul lui Mallarmé”, un vers începe cu „Ses ongles purs”(„Unghiile ei pure”), prima silabă când este pronunțată este foarte asemănătoare cu „C`est pure sound”(„Este un sunet pur”). Aspectul poeziei sale este un subiect de analiză muzicală, poezia neputând fi tradusă fără a-i schimba sensul.

## Opera în general
Poezia lui Mallarmé a fost sursă de inspirație pentru mai multe părți musicale, în special muzica lui Claude Debussy în anul 1894 care interpretează poezia „Prélude à l'après-midi d'un faune” ce creează impresii puternice prin utilizarea unor fraze izbitoare dar izolate. Maurice Ravel pune și el opera lui Mallarmé pe muzică în anul 1913 cu poezia „Trois poèmes”. Alți compozitori ce au folosit opera lui Mallarmé pentru a crea cântece au fost Darius Michaud în anul 1917 cu poezia „Chansons bas” și Pierre Boulez în anul 1957 și 1962 cu poezia „pli selon pli”.
Ultimul film al lui Man Ray, intitulat „Mystères du Château de Dé”(„Misterul din castelul de zaruri”) apărut în anul 1929 a fost puternic influențat de lucrările lui Mallarmé .
Mallarmé este menționat pe larg într-o secțiunea din „Joris-Karl Huysmans À rebours” : „Acestea au fost capodoperele lui Mallarmé și de asemenea au fost clasate printre capodoperele poeziei în proză, pentru că a combinat un stil atât de magnific pentru ca în sine a fost așa de lină ca o incantație melancolică, o melodie îmbătătoare cu gânduri sugestive irezistibile, sufletul pulsează ca al unui artist sensibil ai căror nervi tremură cu o intensitate pe care le umple cu un extaz dureros”. - Robert Baldick

## Scrieri
- 1869: Hérodiade, poem tragic, capodoperă a școlii parnasiene;
- 1876: L'après-midi d'un faune ("După-amiaza unui faun");
- 1887: Poésies ("Poezii");
- 1893: Vers et prose ("Versuri și proză");
- 1897: Un coup de dés jamais n'abolira le hasard ("O aruncare de zar nu va desființa hazardul");
- 1897: Divagations ("Divagații"), eseuri.

Mallarmé a tradus din Edgar Allan Poe și a editat revista La dernière mode.